# Danica de Yugoslavia
La princesa Danica de Serbia (nacida Danica Marinković), (nació en Belgrado, Serbia, el 17 de agosto de 1986). Es la esposa del príncipe Felipe de Serbia, príncipe de Serbia.

## Biografía
Sus padres son los conocidos artistas serbios Milan Marinković conocido como "Cile" Marinković y Zorica "Beba" Krupež. Su padre es un reconocido pintor expresionista serbio. Desde pequeña vivió con sus padres en el barrio de Le Marais de París desde 1992, siempre alrededor de las pinturas de su padre, pasaron tantos años viviendo en Francia que tiene doble nacionalidad, la franco-serbia. Desde pequeña se sintió muy unida al arte del expresionismo, al de los collages y al surrealismo, admira el arte de Picasso, tanto que visitaba su museo con asiduidad cuando estaba en Francia. Danica estudió en Belgrado, París y Londres en el Chelsea College of Arts. La mayoría de sus estudios los hizo en París y se graduó en Diseño Gráfico y Comunicación Visual en la Academia de Artes Aplicadas de París, también estudió Literatura Comparada y Estudios Eslavos en la Universidad de la Sorbona de París. En Londres obtuvo su posgrado en Diseño Gráfico y Comunicación Visual en la Escuela de Arte y Diseño de Chelsea, perteneciente a la Universidad de Arte de Londres. Siempre se ha considerado una persona muy creativa. La princesa Danica de Serbia habla serbio, francés, inglés y español.
El 27 de abril de 2022 en Sevilla, su marido se convierte en heredero de los derechos sucesorios de su hermano Pedro.

## Obras
Ha exhibido activamente en exposiciones tanto individuales como colectivas así como en ferias de arte, en Belgrado y en París. Sus obras se expusieron en "Galerie Origines", en "Galerías Artessepia" en el Carré Rive Gauche en Saint-Germain des Près de Paris en los años 2007 y 2008. Sus collages también fueron expuestos en la Bienal de Arte Contemporánea de Paris de los años 2008, 2010 y 2014. La princesa Danika es miembro de la Asociación ULUPUDS de Arte en la sección de diseño desde el año 2010. Su proyecto "Retratos de arquitectos. Exposición retrospectiva de los miembros de la sección de arquitectura de ULUPUDS 1953-2010" fue galardonado con el BINA (Premio de la Semana Internacional de Belgrado de Arquitectura) del año 2010, también tiene el "Premio del Salón de Mayo" de la Asociación de Artistas de Serbia (ULUPUDS) del año 2011. Sus obras van firmadas como "Dana MAAR".

## Matrimonio y descendencia
Danica conoció al príncipe Felipe de Yugoslavia durante una cena organizada por el Palacio Real para reunir artistas e intelectuales del país, durante una noche de otoño según informaba el príncipe, al preguntarle cómo se conocieron en una entrevista previa al matrimonio. Ambos se dieron cuenta de que los unían muchas cosas, sobre todo coincidían en temas de arte, historia, tradiciones y literatura. Por aquel entonces Danica vivía entre París y Londres dónde estudió y trabajó. Los viajes para verse eran continuos y tenías largas charlas y discusiones intelectuales.
Se casaron el 7 de octubre de 2017 en la Iglesia ortodoxa de Saborna Crkva también conocida como la Catedral de San Miguel el Arcángel de Belgrado por el rito ortodoxo serbio. El vestido núpcial lo hizo Roksanda Ilinčić. Fue la primera boda real en Serbia desde 1922, lo cual lo hizo mucho más interesante.
El 25 de febrero de 2018 vino al mundo el primer hijo de la pareja, el príncipe Esteban.
La pareja vive habitualmente a caballo entre Londres y Belgrado.
El 5 de noviembre de 2023 nacía en Belgrado su segunda hija, la princesa María. 
Actualmente residen en la llamada Casa de Paja del Complejo Real de Dedinje.

## Distinciones honoríficas

### Distinciones honoríficas yugoslavas
- Dama Gran Cruz de la Orden de San Sava (11/05/2024).[2]